# Велики Бастаји
Велики Бастаји су насељено место у општини Ђуловац (до 1991. Миоковићево), у западној Славонији, Република Хрватска.

## Историја
Почетком 20. века православна парохија Велики Бастаји има у саставу парохијске филијале: Мали Бастаји, Брђани, Вријеска, Добра Кућа и Кореничани (црква Св. Николе). Православно парохијско звање је основано 1800-1804. године, а црквене матице и то рођених се воде од 1807. године. Велики Бастаји су политичка и црквена општина, са поштом и брзојавом. У мету има 546 домова, од којих су 356 српски. А кад је реч о становништву, од 3909 Срба православаца има 2216 (57%).
Православна црква је посвећена Св. великомученику Георгију, са иконостасом који је осликао 1805. године сликар Мојсеј Суботић. Парохија је треће класе, има парохијски дом и православно гробље. Председник црквене општине је поп Панта Бикицки (1876-1937) који је и месни парох. Рођен је у бачком месту Доњи Ковиљ 1876. године, а ту служи три године.
Комунална основна школа има здање грађено 1897.године а наставу изводе два учитеља. Никола Ђекић и Петар Јовановић раде са 232 школске деце.
У месној православној цркви 5. октобра 1785. године завршио је иконостас живописац Мојсеј Суботић из Срема.
До територијалне реорганизације у Хрватској насеље се налазило у саставу бивше велике општине Дарувар.

## Становништво
На попису становништва 2011. године, Велики Бастаји су имали 502 становника.
По попису из 2001. године село је имало 538 становника.
| Националност       | 1991.        | 1981.        | 1971.        | 1961.        |
| Срби               | 315 (74,29%) | 375 (70,75%) | 530 (79,93%) | 533 (75,71%) |
| Хрвати             | 47 (11,08%)  | 33 (6,22%)   | 69 (10,40%)  | 69 (9,80%)   |
| Југословени        | 23 (5,42%)   | 97 (18,30%)  | 8 (1,20%)    | 1 (0,14%)    |
| остали и непознато | 39 (9,19%)   | 25 (4,71%)   | 56 (8,44%)   | 101 (14,34%) |
| Укупно             | 424          | 530          | 663          | 704          |

## Попис 1991.
На попису становништва 1991. године, насељено место Велики Бастаји је имало 424 становника, следећег националног састава:
| Попис 1991.‍  | Попис 1991.‍  | Попис 1991.‍ | Попис 1991.‍ | Попис 1991.‍ |
| ------------ | ------------ | ----------- | ----------- | ----------- |
|              |              |             |             |             |
| Срби         | Срби         |             | 315         | 74,29%      |
| Хрвати       | Хрвати       |             | 47          | 11,08%      |
| Југословени  | Југословени  |             | 23          | 5,42%       |
| Чеси         | Чеси         |             | 6           | 1,41%       |
| Роми         | Роми         |             | 4           | 0,94%       |
| Италијани    | Италијани    |             | 1           | 0,23%       |
| Муслимани    | Муслимани    |             | 1           | 0,23%       |
| Руси         | Руси         |             | 1           | 0,23%       |
| Словенци     | Словенци     |             | 1           | 0,23%       |
| неопредељени | неопредељени |             | 17          | 4,00%       |
| регион. опр. | регион. опр. |             | 1           | 0,23%       |
| непознато    | непознато    |             | 7           | 1,65%       |
| укупно: 424  |              |             |             |             |